# Dominante (Psychologie)
Unter dem Begriff Dominante (lateinisch dominant – beherrschend) versteht man in der Psychologie ein vorübergehend vorherrschendes reflektorisches System, das das Funktionieren von Nervenzentren zu einem gegebenen Zeitpunkt bestimmt und so eine entsprechende Verhaltensweise festlegt.

## Beschreibung
Die Theorie der Dominante wurde 1923 vom russisch-sowjetischen Physiologen Alexei Alexejewitsch Uchtomski (russisch Алексей Алексеевич Ухтомский) (1875–1942) im Artikel „Die Dominante als Arbeitsprinzip der Nervenzentren“ veröffentlicht. Nach seiner Anschauung ist das Nervensystem ein dynamisches hierarchisches funktionelles System. Es steht unter dem Einfluss einer ständig veränderlichen Umwelt und reagiert auf eine Veränderung mit einer funktionellen Umstrukturierung. Dabei bekommt ein Bedürfnis absolute Priorität und alle vorhandenen Ressourcen werden auf dessen Befriedigung ausgerichtet. Um die entsprechende Funktion auszuüben, bildet das Nervensystem eine Dominante – einen stabilen Erregungsherd (Fokus der Erregung), dem alle übrigen Herde untergeordnet werden. Uchtomskij zufolge ist die Dominante ein mehr oder minder vorübergehend stabiler Herd einer erhöhten Erregung von Nervenzentren. Sie lenkt alle neu in die Zentren gelangenden Erregungen auf sich und wird dadurch aufrechterhalten oder verstärkt, während im übrigen Nervensystem die Hemmung herrscht. (Unter dem Begriff Nervenzentrum wurde ein Nervenzellverband des Nervensystems verstanden, der die Erfüllung einer bestimmten Funktion des Organismus steuert, zum Beispiel sensorische Zentren, Bewegungszentren u. ä.) Neue äußere Bedingungen bewirken den Wechsel von Dominanten.
Merkmale einer Dominante sind: erhöhte Erregbarkeit, Beständigkeit, Erscheinungen wie Bahnung, Summation und Reflexförderung und letztlich Abschwächung.

## Beispiel und Gründe
Ein Beispiel für die führende Rolle der Dominante: Wenn man in einen Schaffensprozess tief versunken ist (Musiker, Wissenschaftler und ähnliche), sendet der Magen dem Gehirn vergeblich die Hungersignale. Diese Signale unterbrechen nicht den kreativen Prozess, sie intensivieren ihn sogar bis hin zur Selbstvergessenheit.
Siehe auch: Flow
Die Gründe für eine Dominante können unterschiedlich sein, sowohl innere als auch äußere: Ideen, Naturkatastrophen, Melodien, Angst, Kummer, Freude, Hass, Liebe, Hunger und andere natürliche Bedürfnisse des Körpers – alles, woraus das geistige, seelische und körperliche Leben des Menschen besteht.

## Bedeutung
Uchtomskij meinte, die Dominanten werden von allen Nervenzentren gebildet. Die Besonderheit der Dominanten in den evolutionär jüngeren Teilen des Gehirns ist, dass sie die physiologische Basis der Aufmerksamkeit und des gegenständlichen Denkens sind. Sie bestimmen die Richtung der Tätigkeit und dadurch auch das Verhalten und die psychischen Prozesse des Organismus.
Die Theorie der Dominante integrierte Ideen und Beobachtungen auch von anderen Wissenschaftlern, darunter Wladimir Bechterew, Iwan Setschenow und Iwan Pawlow und spielte eine wesentliche Rolle bei der weiteren Entwicklung der Humanwissenschaften. Sie „…verleiht der … Tätigkeit des Nervensystems insgesamt Einheit und Struktur – darin besteht das für die Psychologie Wertvollste, was die neue Physiologie vorgebracht hat“, schrieb Lew Wygotski, einer der Begründer der Kulturhistorischen Schule und der Tätigkeitstheorie, Strömungen in den Humanwissenschaften. Seinem Begriff „das psychische System“ bzw. dem Begriff „das funktionelle System“ von dem Mitbegründer der obengenannten Strömungen Alexander Lurija liegt die „Theorie der Dominante“ zugrunde.